# Borko Duronjić
Borko Duronjić (Kirin Serbia: Борко Дуроњић; sinh ngày 24 tháng 9 năm 1997) là một tiền đạo bóng đá Serbia, thi đấu cho Voždovac. Sinh ra ở Banja Luka, Bosna và Hercegovina, anh lớn lên ở Serbia. Duronjić đại diện và từng thi đấu cho U-17 Serbia.